# Kim Chol-hyok (Eishockeyspieler, 1992)
Kim Chol-hyok (* 12. November 1992) ist ein nordkoreanischer Eishockeyspieler.

## Karriere
Kim Chol-hyok vertrat Nordkorea im Juniorenbereich bei den U20-Weltmeisterschaften 2010 und 2011 jeweils in der Division III.
Er debütierte als 20-Jähriger bei der Weltmeisterschaft 2013 in der Division III für die nordkoreanische Nationalmannschaft. Auch 2014 stand er für die Ostasiaten in der untersten Spielklasse auf dem Eis. Bei beiden Turnieren belegten Nordkoreaner Platz zwei (2013 hinter Südafrika und 2014 hinter Bulgarien) und verpassten so den Aufstieg in die Division II. 2015 nahm Kim mit den Nordkoreanern beim Turnier in Izmir einen erneuten Anlauf Richtung Aufstieg. Diesmal gelang durch einen 4:3-Erfolg nach Verlängerung im entscheidenden Spiel gegen Gastgeber Türkei der Sprung in die Division II, wo er sodann 2016, 2017 und 2018 spielte.
Auf Vereinsebene spielt Kim für Taesongsan in der nordkoreanischen Eishockeyliga.

## Erfolge und Auszeichnungen
- 2015 Aufstieg in die Division II, Gruppe B, bei der Weltmeisterschaft der Division III